# Skeleton na Zimních olympijských hrách 2006 – jednotlivkyně
Závod na skeletonu žen na Zimních olympijských hrách 2006 se konal 16. února v Cesana Pariol. Dvojnásobná mistryně světa Maya Pedersenová zajela dva nejrychlejší časy a získala zlatou medaili. Shelley Rudmanová získala stříbro, jedinou medaili Velké Británie z her. Mellisa Hollingsworthová-Richardsová získala pro Kanadu bronz, první olympijskou medaili ve skeletonu, kterou kanadská atletka získala.

## Výsledky
| P.                          | SČ. | Sportovec                            | Stát                   | 1. jízda | 2. jízda | Celkem  | Ztráta |
| --------------------------- | --- | ------------------------------------ | ---------------------- | -------- | -------- | ------- | ------ |
| Zlatá olympijská medaile    | 14  | Maya Pedersenová                     | Švýcarsko              | 0:59,64  | 1:00,19  | 1:59,83 | –      |
| Stříbrná olympijská medaile | 15  | Shelley Rudmanová                    | Velká Británie         | 1:00,57  | 1:00,49  | 2:01,06 | +1,23  |
| Bronzová olympijská medaile | 2   | Mellisa Hollingsworthová-Richardsová | Kanada                 | 1:00,39  | 1:01,02  | 2:01,41 | +1,58  |
| 4.                          | 6   | Diana Sartorová                      | Německo                | 1:00,29  | 1:01,40  | 2:01,69 | +1,86  |
| 5.                          | 12  | Costanza Zanolettiová                | Itálie                 | 1:00,99  | 1:01,18  | 2:02,17 | +2,34  |
| 6.                          | 10  | Katie Uhlaenderová                   | Spojené státy americké | 1:00,87  | 1:01,43  | 2:02,30 | +2,47  |
| 7.                          | 13  | Tanja Morelová                       | Švýcarsko              | 1:00,85  | 1:01,65  | 2:02,50 | +2,67  |
| 8.                          | 5   | Anja Huberová                        | Německo                | 1:01,12  | 1:01,44  | 2:02,56 | +2,73  |
| 9.                          | 1   | Desiree Bjerkeová                    | Norsko                 | 1:00,92  | 1:01,70  | 2:02,62 | +2,79  |
| 10.                         | 3   | Lindsay Alcocková                    | Kanada                 | 1:01,26  | 1:01,59  | 2:02,85 | +3,02  |
| 11.                         | 7   | Světlana Trunová                     | Rusko                  | 1:01,23  | 1:01,83  | 2:03,06 | +3,23  |
| 12.                         | 9   | Louise Corcoranová                   | Nový Zéland            | 1:01,06  | 1:02,03  | 2:03,09 | +3,26  |
| 13.                         | 8   | Michelle Steeleová                   | Austrálie              | 1:01,26  | 1:02,21  | 2:03,47 | +3,64  |
| 14.                         | 4   | Eiko Nakajamaová                     | Japonsko               | 1:01,82  | 1:02,10  | 2:03,92 | +4,09  |
| 15.                         | 11  | Monika Wolowiecová                   | Polsko                 | 1:02,31  | 1:02,99  | 2:05,30 | +5,47  |